# Eliandro
Eliandro dos Santos Gonzaga, meglio noto come Eliandro (San Paolo, 23 aprile 1990), è un calciatore brasiliano, attaccante dell'Inhumas.

## Carriera
Ha giocato nella massima serie dei campionati brasiliano, portoghese, maltese, lituano, thailandese ed indiano.

## Statistiche

### Presenze e reti nei club
| Stagione        | Squadra         | Campionato      | Campionato | Campionato | Coppe nazionali | Coppe nazionali | Coppe nazionali | Coppe continentali | Coppe continentali | Coppe continentali | Altre coppe | Altre coppe | Altre coppe | Totale | Totale |
| Stagione        | Squadra         | Comp            | Pres       | Reti       | Comp            | Pres            | Reti            | Comp               | Pres               | Reti               | Comp        | Pres        | Reti        | Pres   | Reti   |
| --------------- | --------------- | --------------- | ---------- | ---------- | --------------- | --------------- | --------------- | ------------------ | ------------------ | ------------------ | ----------- | ----------- | ----------- | ------ | ------ |
| 2022-2023       | East Bengal     | ISL             | 7          | 0          | SC              | 0               | 0               | -                  | -                  | -                  | DC          | 3           | 0           | 10     | 0      |
| Totale carriera | Totale carriera | Totale carriera | 7          | 0          |                 | 0               | 0               |                    | -                  | -                  |             | 3           | 0           | 10     | 0      |

## Palmarès

### Club

#### Competizioni statali
- Campionato Mineiro: 1

Cruzeiro: 2009